# Antoni Gładysz (komunista)
Antoni Gładysz pseud. Łysy, Kulawy, Antek, Ułan (ur. 18 grudnia 1906 w Częstochowie, zm. 14 października 1980 tamże) – działacz komunistyczny.

## Życiorys
Skończył 5 klas szkoły podstawowej i został pomocnikiem murarskim w hucie "Częstochowa", od I do XII 1926 był robotnikiem rolnym w okolicach Lipska i czeladnikiem rzeźniczym w Lipsku w Niemczech, po powrocie pracował w stalowni w hucie. X 1927 - XI 1929 odbywał służbę wojskową w 10 pułku ułanów w Białymstoku, od 1929 działał w KZMP, technik komórki KZMP w hucie, w 1930 wstąpił do KPP. 1931-1932 był sekretarzem Komitetu Dzielnicowego (KD) Raków i członkiem Komitetu Miejskiego (KM) KPP. Brał udział w pochodach i manifestacjach robotniczych w Częstochowie, działał w Związku Robotników Przemysłu Metalowego w Polsce, którego 1930-1932 był członkiem zarządu oddziału w hucie i delegatem bezrobotnych. 4 III 1930 aresztowany pod zarzutem prowadzenia działalności komunistycznej i do 12 IV 1930 więziony w Piotrkowie, uniewinniony z braku dowodów. W 1933 na 6 miesięcy zawieszony w pracach KPP pod zarzutem współpracy z polską policją. 24 VIII 1939 zmobilizowany do 7 Dywizji Piechoty WP, walczył w wojnie obronnej 1939, ranny i wzięty do niewoli, X 1940 wypuszczony z obozu jenieckiego k. Lipska i skierowany do szpitala (do X 1941). Później wrócił do Częstochowy i ponownie pracował w hucie, gdzie organizował sabotaż. Od 28 II 1942 członek KD PPR dzielnicy Raków, w marcu 1942 współtworzył komórki wydziałowe PPR w hucie i został sekretarzem na wydziale walcowni. Podoficer zaopatrzenia w garnizonie częstochowskim GL i AL, od IV 1944 członek konspiracyjnej Miejskiej Rady Narodowej (MRN) w Częstochowie, od XI 1944 partyzant 3 Brygady AL im. J. Bema, walczył w lasach k. Radomska do stycznia 1945. Później został kierownikiem kadr w KM PPR w Częstochowie, werbował ludzi do pracy w MO i UB. 18 IV 1945 został postrzelony przez członków podziemia antykomunistycznego. Od 1950 instruktor Komitetu Wojewódzkiego (KW) PZPR w Kielcach, później członek prezydium Okręgowej Rady Związków Zawodowych (ORZZ). Od 1952 kierownik wydziału gospodarczego, a od 1953 zastępca dyrektora huty im. B. Bieruta w Częstochowie. Członek Plenum KM PZPR i Egzekutywy Komitetu Zakładowego (KZ) PZPR w hucie im. B. Bieruta i Prezydium Miejskiego Komitetu FJN. W 1972 przeszedł na emeryturę. Był odznaczony m.in. Orderem Budowniczych Polski Ludowej, Orderem Sztandaru Pracy II klasy i Krzyżem Partyzanckim.